# Castelló d'Empúries
Castelló d'Empúries este o localitate în Spania în comunitatea Catalonia în provincia Girona. În 2006 avea o populație de 10.021 locuitori.
1. ↑  Nomenclátor Geográfico de Municipios y Entidades de Población (20240402 edition)
2. ↑   https://www.elpuntavui.cat/politica/article/2302735-anna-massot-erc-ja-es-alcaldessa-de-castello-d-empuries.html, accesat în 22 iunie 2023 Lipsește sau este vid: |title= (ajutor)
3. 1 2   http://www.idescat.cat/pub/?id=aec&n=925&t=2016 Lipsește sau este vid: |title= (ajutor)